# Transfert de connaissances

Logo illustratif de The Noun Project.

Le transfert de connaissances ou compétences, dans les domaines du développement et de l’apprentissage de l'organisation, est le problème pratique de la transmission de données d’une partie de l’organisation à une autre (ou aux autres) partie(s). Le transfert de connaissances ne recouvre qu'une partie de la problématique du transfert de compétences pour les structures. Les entreprises ou organisations voulant sécuriser leurs compétences stratégiques rencontrent certaines difficultés à préserver et transmettre les savoir-faire rares, peu ou pas formalisés, tacites et uniquement basés sur l'expérience du salarié. S'il est vrai que le transfert de connaissances peut faire l'objet d'un enregistrement et d'une sauvegarde de l'ensemble des supports consignés des pratiques métier d'une organisation (consigne, mode opératoire, référentiel, film, vidéo, etc.), pour autant cela ne suffit pas à préserver les compétences clés de l'entreprise et encore moins à les transmettre à d'autres.
Le transfert de compétences, ainsi plus global, permet de développer la capacité de l'organisation à transmettre ses connaissances ou savoirs théoriques (notamment celles acquises par le biais de formation, documentation ou procédure) mais aussi et surtout les savoir-faire et savoir-être issus de l'expérience. La démarche de transfert des compétences consiste à acquérir les savoir-faire issus de l’expérience par l'accélération des processus d’apprentissage à travers l’action. La clé du transfert de compétences dites tacites est bien de pouvoir s’appuyer sur le partage d’expériences en créant des espaces de travail en commun et de collaboration entre le détenteur de savoir-faire et le ou les bénéficiaires du transfert. En synthèse : le transfert des compétences ou knowledge transfer concerne autant la préservation et sauvegarde des connaissances (capitalisation statique) que la transmission sur le terrain pour apprendre en situation de travail (pédagogie dynamique).
Comme la gestion des connaissances, le transfert de connaissances cherche à organiser, créer, capturer ou distribuer des connaissances et assurer leur disponibilité pour les futurs utilisateurs. Il est considéré comme étant plus qu’un problème de communication. S’il s’agissait simplement de cela, un memorandum, un e-mail ou une réunion servirait alors de transfert de connaissances. La réalité est en fait plus complexe : d’une part, les connaissances résident au sein des membres de l’organisation, des outils, des tâches et de leurs sous-réseaux ; d’autre part, la plupart des connaissances dans les organisations sont tacites ou difficiles à exprimer. Depuis les années 1990, ce sujet est compris dans la gestion des connaissances.

## Historique
Argote et Ingram (2000) définissent le transfert de connaissances comme « un processus à travers lequel une unité (un groupe, un service, ou une division) est affectée par l’expérience d’un autre ». Ils vont plus loin en disant que le transfert de connaissances d'organisation (c’est-à-dire la routine ou les meilleures pratiques) peut être observé à travers les changements dans la connaissance ou la performance des destinataires. Le transfert de connaissances d'organisation peut être assez difficile à réussir.
La thèse du doctorant Szulanski (Exploring internal stickiness : Impediments to the transfer of best practice within the firm) présente le transfert de connaissances au sein de l’entreprise comme inhibé par des facteurs autres que le manque de motivation. La bonne et large accessibilité des connaissances concernant les meilleures pratiques au sein d’une entreprise dépend de la nature de celle-ci, de son origine ou de sa provenance, et du contexte de l'organisation dans lequel tout transfert se produit. L’adhérence (stickiness) renvoie à un concept qui découle de la difficulté de circulation d’un fluide autour d’une raffinerie de pétrole (y compris les effets de la viscosité du fluide natif). Il faut noter que son analyse ne s’applique pas aux théories scientifiques, où un ensemble différent de la dynamique et récompense s’applique.
L’« utilisation des connaissances », l’« utilisation de la recherche » et la « mise en application » sont trois concepts connexes au transfert de connaissances, qui sont utilisés dans les sciences relatives à la santé pour décrire le processus d’apport d’une nouvelle idée, pratique ou technologie en vue d’une utilisation cohérente et appropriée dans un contexte clinique. L’étude du concept utilisation de connaissances / mise en œuvre est une conséquence directe de l’évolution vers la recherche fondée sur des preuves médicales, concluant que les pratiques de soins relatifs à la santé dont l’efficacité a été démontrée, ne sont pas systématiquement utilisées dans la pratique dans les milieux cliniques.
Le transfert des connaissances au sein des organisations et entre les nations soulève également des considérations éthiques, en particulier lorsqu’il y a un déséquilibre dans les relations de pouvoir (par exemple, entre l’employé et l’employeur) ou au niveau des besoins relatifs aux ressources de connaissances (par exemple, entre les pays développés et pays en voie de développement).
Le transfert de connaissances comprend le transfert de technologie, mais il englobe plus que cela.
Un des enjeux-clés du transfert de connaissances se traduit par le transfert de compétences. Il s’agit d’un des défis majeurs rencontrés par les entreprises à la suite des départs à la retraite, du turn-over et du manque d’organisation, ce qui fragilise le patrimoine compétences de l’entreprise. Pour remédier à cela, certaines entreprises ont recours à des formations au sein de l’entreprise même pour organiser le transfert de ces compétences, visant à repérer l’apprentissage tacite ou informel afin de l’expliciter en le faisant émerger, pour un développement des compétences dans l’entreprise.
Les entreprises utilisent aussi le management de proximité pour assurer la relève à la suite notamment des départs à la retraite des seniors. Ce type de management de proximité doit être appliqué dès le recrutement, ou lors de mobilité interne, de plan de formation et de re-dynamisation.

## Le transfert des connaissances entre les domaines public et privé
Avec le changement des économies avancées d'une production fondée sur des ressources à une production basée sur la connaissance, de nombreux gouvernements nationaux ont de plus en plus reconnue la « connaissance » et « innovation » comme d'importantes forces motrices de la croissance économique, du développement social, et de la création d'emplois. Dans ce contexte, la promotion de « transfert de connaissances » est progressivement devenu un sujet de politique publique et économique.
L'hypothèse sous-jacente qu'il y a un potentiel pour une collaboration accrue entre l'industrie et les universités est également soulignée dans la plupart des ouvrages actuels de l'innovation. En particulier l’approche de l'innovation ouverte pour développer la valeur des entreprises est explicitement fondée sur l'hypothèse que les universités sont « une source vitale pour accéder à des idées externes ». Les universités ont en outre été jugées comme étant « la grande, largement inconnue, et certainement sous-exploitée, ressource contribuant à la création de la richesse et de la compétitivité économique ».
Les universités et autres organismes publics de recherche du secteur (PSRO) ont accumulé beaucoup d'expériences pratiques au fil des ans dans le transfert de connaissances à travers le fossé entre les domaines de la connaissance produite publiquement et l'exploitation privée de celle-ci. De nombreux collèges et PSRO ont développé des processus et des politiques pour découvrir, protéger et exploiter la propriété intellectuelle (PI), et de s'assurer que la PI est transférée avec succès à des sociétés privées, ou dévolue à de nouvelles entreprises formées à des fins d'exploitation. Les chemins de commercialisation de la PI produite par les PSRO et collèges comprennent des licences, entreprises, la formation de nouvelles sociétés et royalties basés sur des affectations.
Des organisations telles que l'AUTM (Association de l'Université des managers de la technologie) aux États-Unis, le réseau C.U.R.I.E en France, L'Institut de transfert de connaissances au Royaume-Uni, en Suède le SNITTS et l'Association des sciences européennes et professionnels du transfert de technologie en Europe ont fourni un parcours pour les professionnels de transfert des connaissances entre les secteurs public et privé afin d'identifier les meilleures pratiques et développer des outils et des techniques efficaces pour la gestion des PSRO / collège produite IP. En ligne les Communautés de pratique pour les praticiens de transfert de connaissances font également leur apparition pour faciliter la connectivité.
La Business-University Collaboration a été l'objet de l'étude Lambert au Royaume-Uni en 2003.

## Types de connaissances
La connaissance est une caractéristique dominante dans notre société post-industrielle, et les travailleurs sur le rôle de la connaissance aujourd’hui constituent une entreprise. Si la connaissance est le fondement de tout ce que nous faisons ces jours-ci, alors acquérir une compréhension de quels types de connaissances existent au sein d'une organisation peut nous permettre de favoriser les structures sociales internes qui facilitent et soutiennent l'apprentissage dans tous les domaines de l'organisation. Blackler s’étend sur une catégorisation des types de connaissances qui ont été suggérées par Collins (1993), soit : tacite (« Embrained »), incarnée, ancrée dans la culture (« Encultured »), intégrée et encodée. Il est important de noter que ces types de connaissances pourraient marcher pour n’importe quelle organisation, pas seulement celles qui sont lourdement basées sur la connaissance.
La connaissance :
- « Embrained » est celle qui dépend des compétences conceptuelles et des capacités cognitives. On considérera cela comme étant pratique, de haut niveau de connaissances, où les objectifs sont atteints grâce à la reconnaissance perpétuelle. La connaissance tacite peut également être considérée comme embrained, même si elles relèvent principalement du subconscient.
- « Incarnée » est orientée vers l'action et se compose de pratiques contextuelles. Elle est plus une acquisition sociale, comme l’étude de la façon dont les individus interagissent et interprètent leur environnement qui crée ce type de non explicite de connaissance.
- « Encultured » est le processus de réalisation des compréhensions partagées par la socialisation et l'acculturation. Langue et négociations deviennent le discours de ce type de connaissances dans une entreprise.
- « Intégrée » est la connaissance explicite et réside dans une façon systématique. Elle concerne les relations entre les rôles, les technologies, les procédures formelles et des routines émergentes dans un système complexe.
- « Encodée » est la connaissance d’une information qui est véhiculée dans les signes et symboles (livres, manuels, bases de données, etc) et décontextualisée dans les codes de pratique. Plutôt que d'être un type spécifique de connaissance, elle vise davantage à la transmission, le stockage et l'interrogation de cette dernière.

## Défis
Il y a plusieurs facteurs qui compliquent le transfert de connaissances, parmi lesquels :
- l’incapacité de reconnaître ou exprimer les compétences très intuitives ou les idées de connaissance tacite[11] ;
- la géographie ou la distance[12] ;
- les limites des technologiques de l’information et de la communication[13] ;
- l’absence d’une identité sociale partagée/super-ordonnée[14] ;
- la langue ;
- les domaines d’expertise ;
- les conflits internes ;
- les différences entre générations ;
- les relations patrons-syndicats ;
- l’utilisation de représentations visuelles pour le transfert de connaissances (visualisation des connaissances) ;
- les problèmes avec les croyances de partage, les hypothèses, les heuristiques et les normes culturelles ;
- une exposition antérieure ou une expérience avec quelque chose ;
- les idées reçues ;
- les informations erronées ;
- les questions de motivation ;
- la culture de l'organisation non propice au partage des connaissances (le « savoir c’est pouvoir » de la culture) ;
- le manque de confiance ;
- la capacité.

Everett Rogers fut le pionnier en matière de théorie de diffusion des innovations, en présentation un modèle basé sur la cause et la manière dont les individus et les réseaux sociaux adoptent des nouvelles idées, pratiques et produits. En anthropologie, le concept de diffusion explore également la propagation d’idées entre les cultures.

## Processus
- Identifier les spécialistes/tenant de connaissances au sein de l’organisation ;
- les motiver à partager leurs connaissances ;
- modéliser un système de partage pour faciliter le transfert ;
- exécuter le plan du transfert ;
- contrôler pour assurer le transfert ;
- appliquer les connaissances transférées.

## Pratiques
- Mentorat ;
- expérience guidée ;
- simulation ;
- surveillance du travail ;
- travail apparié ;
- communautés de pratique ;
- transfert narratif ;
- pratiques.

Le transfert de connaissances est pratiqué par les centres de recherche à des fins d'information des organismes publics, des entreprises ou d'autres centres de recherche, afin de promouvoir leurs travaux en cours, dans l'optique de transferts de technologie.
Cette diffusion est pratiquée lors de congrès, par des publications dans divers médias.
Elle constitue une des sources d'information de la veille technologique.
La diffusion des connaissances peut aussi se faire par la publication d'encyclopédies, imprimées ou numérisées ou établies sur Internet.

## Usage incorrect
Le transfert des connaissances est souvent utilisé comme synonyme de formation. Par ailleurs l'information ne doit pas être confondue avec la connaissance. En effet il n’est pas, strictement parlant, possible de « transférer » des connaissances empiriques à d'autres personnes. Des renseignements pourraient être considérés comme des faits ou données comprises. Cependant, la connaissance doit prendre en compte la flexibilité et l’adaptabilité des compétences - la capacité unique d’une personne à manier et à utiliser l'information. Cette fluidité de l'application est en partie ce qui différencie l'information de la connaissance. Cette dernière tend à être à la fois tacite et personnelle. La connaissance qu'une personne a est difficile à quantifier, stocker et récupérer pour qu’une autre personne puisse l’utiliser.